# Зараза (книга)
Зараза (англ. Spillover) ― научно-популярная книга американского писателя Дэвида Куаммена. В книге, выпущенной в 2013 году, рассматривается вопрос о том, как инфекции из дикой природы могут изменить жизнь людей. Автор книги также предсказал, что человечество подвергнется новой глобальной пандемии, образованной коронавирусом SARS-CoV-2.

## Содержание
Появление новых болезней ― устрашающая перспектива для любого общества. Дэвид Куаммен рассказывает в своей книге об исторических событиях в мире микробиологии, такие как появление Эболы, атипичной пневмонии, СПИДа или хедры и других вирусных инфекций.
Автор пытается показать читателю, что все эти болезни, независимо от того, насколько они отличаются друг от друга, имеют одно и то же происхождение: дикое животное. Дэвид Куаммен описывает способы, как вирус может попасть от животного к человека: ловля и употребление в пищу летучих мышей в Китае, ловля обезьян в Бангладеш, браконьерское уничтожение горилл в Конго. Все эти способы автор мог видеть своими глазами во время научных экспедиций.
Куаммен в книге предлагает читателю ответить на такие вопросы, как когда, как, где и почему возникают болезни? Он даже предлагает читателям задуматься о том, какой будет следующая пандемия.

## Вирусы и патогены, описанные в книге
- Глава 1: вирус Хендра
- Глава 2: вирус Эбола
- Глава 3: Малярия
- Глава 4: SARS
- Глава 5: Бактериальный зооноз — Ку-лихорадка, орнитоз и болезнь Лайма
- Глава 6: Герпес B
- Глава 7: Гепаднавирусы
- Глава 8: ВИЧ
- Глава 9: Вирус ядерного полиэдроза

## Награды и премии
- Книжная премия Общества биологов (Великобритания) по общей биологии (2013 год)
- Книжная премия «Наука и общество», присужденная Национальной ассоциацией писателей-ученых (2013 год)
- Медаль Эндрю Карнеги за выдающиеся достижения в художественной и документальной литературе (2013 год)

## Издание в России
- «Зараза», Куаммен Дэвид, Москва, АСТ, 2016, SBN 978-5-17-099567-7[2]